# 17167 Olgarozanova
17167 Olgarozanova este o planetă minoră (asteroid), cu un diametru de 10,317 km, din centura de asteroizi. A fost descoperită pe 4 iulie 1999 la Observatorul Kleť de Observatorul Kleť și a fost numită după Olga Vladimirovna Rozanova⁠(d). 
Obiectul prezintă o orbită caracterizată de o semiaxă mare de 2,4581789 UAi, o excentricitate de 0,117369, o înclinație de 2,70847 ° în raport cu ecliptica.